# Rallye Dakar 2025
Navigation
Édition précédente Édition suivante
Le Rallye Dakar 2025, 47e édition, est un rallye-raid organisé par ASO du 3 au 17 janvier. L'événement est accueilli pour la 6e fois par l'Arabie saoudite. L'épreuve est la première manche du Championnat du monde de rallye-raid pour la 4e année consécutive.
Le parcours détaillé a été présenté le 28 novembre 2024. Cette année, l'itinéraire débutera à Bisha, traversera le Quart Vide et se terminera à Shubaytah. Le format de la course comprend un prologue et 12 étapes, dont une étape 48h chrono (dans une boucle autour de Bisha) qui avait connu le succès l'année précédente. La division de près de la moitié des spéciales en deux routes distinctes entre les motos et les autos permettra d'améliorer la sécurité des deux-roues et d'augmenter la difficulté de navigation pour les copilotes.

## Parcours
| Spéciale     | Date           | Date             | Départ       | Arrivée           | Total/Spéciale   |
| ------------ | -------------- | ---------------- | ------------ | ----------------- | ---------------- |
| Prologue     | Vendredi       | 3 Janvier 2025   | Bisha        | Bisha             | 79 km / 29 km    |
| 1            | Samedi         | 4 Janvier 2025   | Bisha        | Bisha             | 500 km / 412 km  |
| 2 (Marathon) | Dimanche-Lundi | 5-6 Janvier 2025 | Bisha        | Bisha             | 1057 km / 965 km |
| 3            | Mardi          | 7 Janvier 2025   | Bisha        | Al Hinakiyah (en) | 845 km / 496 km  |
| 4            | Mercredi       | 8 Janvier 2025   | Al Hinakiyah | Al-'Ula           | 588 km / 415 km  |
| 5            | Jeudi          | 9 Janvier 2025   | Al-'Ula      | Haïl              | 491 km / 428 km  |
| -            | Vendredi       | 10 Janvier 2025  | Haïl         | Haïl              | Jour de repos    |
| 6            | Samedi         | 11 Janvier 2025  | Haïl         | Al-Duwadmi        | 829 km / 606 km  |
| 7            | Dimanche       | 12 Janvier 2025  | Al-Duwadmi   | Al-Duwadmi        | 745 km / 481 km  |
| 8            | Lundi          | 13 Janvier 2025  | Al-Duwadmi   | Riyad             | 733 km / 487 km  |
| 9            | Mardi          | 14 Janvier 2025  | Riyad        | Haradh            | 589 km / 357 km  |
| 10           | Mercredi       | 15 Janvier 2025  | Haradh       | Shubaytah         | 638 km / 119 km  |
| 11           | Jeudi          | 16 Janvier 2025  | Shubaytah    | Shubaytah         | 506 km / 280 km  |
| 12           | Vendredi       | 17 Janvier 2025  | Shubaytah    | Shubaytah         | 205 km / 134 km  |
| Source       |                |                  |              |                   |                  |

## Véhicules et catégories
| Motos    | Autos Ultimate (T1)                                | Challenger (T3) | SSV (T4)                                                     | Camions (T5) | Classic Autos                                           | Classic Camions |                                                                                             |        |                                               |                            |             |                        |             |
| Classe   | Description                                        | Classe          | Description                                                  | Classe       | Description                                             | Classe          | Description                                                                                 | Classe | Description                                   | Classe                     | Description | Classe                 | Description |
| -------- | -------------------------------------------------- | --------------- | ------------------------------------------------------------ | ------------ | ------------------------------------------------------- | --------------- | ------------------------------------------------------------------------------------------- | ------ | --------------------------------------------- | -------------------------- | ----------- | ---------------------- | ----------- |
| RallyGP  | FIM World Rally-Raid Championship, Moto Rally      | T1.+ Ultimate   | Prototype Cross-Country Cars 4x4                             | T3.U         | “Ultimate” lightweight Prototype Cross-Country Vehicles | SSV1            | Cross-Country Side-by-Side (SSV) Vehicles turbo up to 1050cc and atmo from 1050cc to 2000cc | T5.U   | “Ultimate” prototype Cross-Country Trucks     | −86 Low Average            | H1.A        | −86 Low Average        | H1t.A       |
| Rally2   | FIM World Rally-Raid Cup, Moto Rally (up to 450cc) | T1.1 Ultimate   | Prototype Cross-Country Cars 4x4                             | T3.1         | Lightweight Prototype Cross-Country Vehicles            | SSV2            | Cross-Country Side-by-Side (SSV) Vehicles atmo up to 1050cc                                 | T5.1   | Prototype and Production Cross-Country Trucks | −86 Moderate Average       | H2.A        | −86 Moderate Average   | H2t.A       |
|          |                                                    | T1.2 Ultimate   | Prototype Cross-Country Cars 4x2                             |              |                                                         | T4              | Modified Production Cross-Country Side-by-Side                                              | T5.2   | Race Service Trucks                           | −86 Intermediate Average   | H3.A        | 86–98 Low Average      | H1t.B       |
|          |                                                    | STK Stock       | Series Production Cross-Country Cars                         |              |                                                         |                 |                                                                                             |        |                                               | 86–98 Low Average          | H1.B        | 86–98 Moderate Average | H2t.B       |
|          |                                                    | T2.1 Stock      | Production Cross-Country Cars                                |              |                                                         |                 |                                                                                             |        |                                               | 86–98 Moderate Average     | H2.B        | 99-05 Low Average      | H1t.C       |
|          |                                                    | T2.2 Stock      | Production Cross-Country Vehicles with expired certification |              |                                                         |                 |                                                                                             |        |                                               | 86–98 Intermediate Average | H3.B        | 99-05 Moderate Average | H2t.C       |
|          |                                                    |                 |                                                              |              |                                                         |                 |                                                                                             |        |                                               | 86–98 High Average         | H4.B        |                        |             |
|          |                                                    |                 |                                                              |              |                                                         |                 |                                                                                             |        |                                               | 99-05 Moderate Average     | H2.C        |                        |             |
|          |                                                    |                 |                                                              |              |                                                         |                 |                                                                                             |        |                                               | 99-05 Intermediate Average | H3.C        |                        |             |
|          |                                                    |                 |                                                              |              |                                                         |                 |                                                                                             |        |                                               | 99-05 High Average         | H4.C        |                        |             |
| Sources, |                                                    |                 |                                                              |              |                                                         |                 |                                                                                             |        |                                               |                            |             |                        |             |

## Vainqueurs d'étapes
| Étape                   | Départ            | Arrivée           | Moto               | Auto                                   | Challenger (T3)                                       | SSV (T4)                                            | Camion (T5)                                                 | Classic                                   | Mission 1000                                       |
| Prologue                | Bisha             | Bisha             | Daniel Sanders     | Henk Lategan Brett Cummings            | Corbin Leaverton Taye Perry                           | Brock Heger Max Eddy                                | Mitchel van den Brink Jarno van de Pol Moises Torrallardona | Juan Morera Lidia Ruba Cuartero           | Benjamín Pascual                                   |
| 1                       | Bisha             | Bisha             | Daniel Sanders     | Seth Quintero Dennis Zenz              | Nicolás Cavigliasso Valentina Pertegarini             | Xavier de Soultrait Martin Bonnet                   | Mitchel van den Brink Jarno van de Pol Moises Torrallardona | Carlos Santaolalla Milla Jan Rosa i Viñas | Jordi Juvanteny (es) José Luis Criado Xavier Ribas |
| 2                       | Bisha             | Bisha             | Daniel Sanders     | Rokas Baciuška Oriol Mena i Valdearcos | Paul Spierings Jan Pieter van der Stelt               | Brock Heger Max Eddy                                | Martin Macík František Tomášek David Švanda                 | Lorenzo Traglio Rudy Briani               | Jordi Juvanteny (es) José Luis Criado Xavier Ribas |
| 3                       | Bisha             | Al Hinakiyah (en) | Lorenzo Santolino  | Saood Variawa François Cazalet         | Nicolás Cavigliasso Valentina Pertegarini             | Francisco Lopez Contardo Juan Pablo Latrach Vinagre | Aleš Loprais Darek Rodewald David Křípal                    | Carlos Santaolalla Milla Jan Rosa i Viñas | Jordi Juvanteny (es) José Luis Criado Xavier Ribas |
| 4                       | Al Hinakiyah (en) | Al-'Ula           | Daniel Sanders     | Yazeed Al-Rajhi Timo Gottschalk        | Nicolás Cavigliasso Valentina Pertegarini             | Sara Price Sean Berriman                            | Martin Macík František Tomášek David Švanda                 | Carlos Santaolalla Milla Jan Rosa i Viñas | Jordi Juvanteny (es) José Luis Criado Xavier Ribas |
| 5                       | Al-'Ula           | Haïl              | Adrien van Beveren | Seth Quintero Dennis Zenz              | Yasir Seaidan Michael Metge                           | Francisco Lopez Contardo Juan Pablo Latrach Vinagre | Martin Macík František Tomášek David Švanda                 | Carlos Santaolalla Milla Jan Rosa i Viñas | Yoshio Ikemachi Paulo Marques                      |
| Journée de repos à Haïl |                   |                   |                    |                                        |                                                       |                                                     |                                                             |                                           |                                                    |
| 6                       | Haïl              | Al-Duwadmi        | Ricky Brabec       | Guillaume De Mévius Mathieu Baumel     | Yasir Seaidan Michael Metge                           | Francisco Lopez Contardo Juan Pablo Latrach Vinagre | Mitchel van den Brink Jarno van de Pol Moises Torrallardona | Juraj Šebalj Siniša Crnojević             | Yoshio Ikemachi Paulo Marques                      |
| 7                       | Al-Duwadmi        | Al-Duwadmi        | Daniel Sanders     | Lucas Moraes Armand Monleón            | Corbin Leaverton Taye Perry                           | Jeremias Gonzalez Ferioli Pedro Gonzalo Rinaldi     | Aleš Loprais Darek Rodewald David Křípal                    | Carlos Santaolalla Milla Jan Rosa i Viñas | Jordi Juvanteny (es) José Luis Criado Xavier Ribas |
| 8                       | Al-Duwadmi        | Riyad             | Luciano Benavides  | Henk Lategan Brett Cummings            | Pau Navarro Ferrer Lisandro Ezequiel Sisterna Herrera | Jeremias Gonzalez Ferioli Pedro Gonzalo Rinaldi     | Martin Macík František Tomášek David Švanda                 | Carlos Santaolalla Milla Jan Rosa i Viñas | Jordi Juvanteny (es) José Luis Criado Xavier Ribas |
| 9                       | Riyad             | Haradh            | Luciano Benavides  | Nasser Al-Attiyah Édouard Boulanger    | David Zille Sebastian Cesana                          | Francisco Lopez Contardo Juan Pablo Latrach Vinagre | Aleš Loprais Darek Rodewald David Křípal                    | Dirk van Rompuy Christiaan Michel Goris   | Jordi Juvanteny (es) José Luis Criado Xavier Ribas |
| 10                      | Haradh            | Shubaytah         | Michael Docherty   | Nani Roma Álex Haro Bravo              | Dania Akeel Stephane Duple                            | Francisco Lopez Contardo Juan Pablo Latrach Vinagre | Aleš Loprais Darek Rodewald David Křípal                    | Carlos Santaolalla Milla Jan Rosa i Viñas | Jordi Juvanteny (es) José Luis Criado Xavier Ribas |
| 11                      | Shubaytah         | Shubaytah         | Tosha Schareina    | Mattias Ekström Emil Bergkvist         | Yasir Seaidan Michael Metge                           | Sara Price Sean Berriman                            | Martin Macík František Tomášek David Švanda                 | Dirk van Rompuy Christiaan Michel Goris   | Jordi Juvanteny (es) José Luis Criado Xavier Ribas |
| 12                      | Shubaytah         | Shubaytah         | Michael Docherty   | Lucas Moraes Armand Monleón            | Paul Spierings Jan Pieter van der Stelt               | Sara Price Sean Berriman                            | Aleš Loprais Darek Rodewald David Křípal                    | Carlos Santaolalla Milla Jan Rosa i Viñas | Benjamín Pascual                                   |

## Résultats de l'étape et classement général

### Classement moto
|          | Résultats de l'étape | Résultats de l'étape | Résultats de l'étape | Résultats de l'étape | Résultats de l'étape | Classement général | Classement général | Classement général | Classement général | Classement général |
| Étape    | Pos                  | Concurrent           | Marque               | Temps                | Écart                | Pos                | Concurrent         | Marque             | Temps              | Écart              |
| -------- | -------------------- | -------------------- | -------------------- | -------------------- | -------------------- | ------------------ | ------------------ | ------------------ | ------------------ | ------------------ |
| Prologue | 1                    | Daniel Sanders       | KTM                  | 00:16:51             |                      | 1                  | Daniel Sanders     | KTM                | 00:16:51           |                    |
| Prologue | 2                    | Ross Branch          | Hero                 | 00:17:03             | 00:00:12             | 2                  | Ross Branch        | Hero               | 00:17:03           | 00:00:12           |
| Prologue | 3                    | Edgar Canet          | KTM                  | 00:17:03             | 00:00:12             | 3                  | Edgar Canet        | KTM                | 00:17:03           | 00:00:12           |
|          |                      |                      |                      |                      |                      |                    |                    |                    |                    |                    |
| Étape 1  | 1                    | Daniel Sanders       | KTM                  | 04:41:27             |                      | 1                  | Daniel Sanders     | KTM                | 04:58:18           |                    |
| Étape 1  | 2                    | Ricky Brabec         | Honda                | 04:43:31             | 00:02:04             | 2                  | Ricky Brabec       | Honda              | 05:00:40           | 00:02:22           |
| Étape 1  | 3                    | Ross Branch          | Hero                 | 04:43:53             | 00:02:26             | 3                  | Ross Branch        | Hero               | 05:00:56           | 00:02:38           |
|          |                      |                      |                      |                      |                      |                    |                    |                    |                    |                    |
| Étape 2  | 1                    | Daniel Sanders       | KTM                  | 11:12:13             |                      | 1                  | Daniel Sanders     | KTM                | 16:10:31           |                    |
| Étape 2  | 2                    | Skyler Howes         | Honda                | 11:19:50             | 00:07:37             | 2                  | Skyler Howes       | Honda              | 16:23:07           | 00:12:36           |
| Étape 2  | 3                    | Tosha Schareina      | Honda                | 11:19:54             | 00:07:41             | 3                  | Ross Branch        | Hero               | 16:23:11           | 00:12:40           |
|          |                      |                      |                      |                      |                      |                    |                    |                    |                    |                    |
| Étape 3  | 1                    | Lorenzo Santolino    | Sherco               | 03:44:34             |                      | 1                  | Daniel Sanders     | KTM                | 20:09:54           |                    |
| Étape 3  | 2                    | Ricky Brabec         | Honda                | 03:48:35             | 00:04:01             | 2                  | Skyler Howes       | Honda              | 20:11:51           | 00:01:57           |
| Étape 3  | 3                    | Skyler Howes         | Honda                | 03:48:44             | 00:04:10             | 3                  | Ross Branch        | Hero               | 20:11:59           | 00:02:05           |
|          |                      |                      |                      |                      |                      |                    |                    |                    |                    |                    |
| Étape 4  | 1                    | Daniel Sanders       | KTM                  | 05:10:33             |                      | 1                  | Daniel Sanders     | KTM                | 25:15:33           |                    |
| Étape 4  | 2                    | Tosha Schareina      | Honda                | 05:10:48             | 00:00:15             | 2                  | Tosha Schareina    | Honda              | 25:28:59           | 00:13:26           |
| Étape 4  | 3                    | José Ignacio Cornejo | Hero                 | 05:18:22             | 00:07:49             | 3                  | Ross Branch        | Hero               | 25:41:43           | 00:26:10           |
|          |                      |                      |                      |                      |                      |                    |                    |                    |                    |                    |
| Étape 5  | 1                    | Adrien van Beveren   | Honda                | 04:51:47             |                      | 1                  | Daniel Sanders     | KTM                | 30:12:15           |                    |
| Étape 5  | 2                    | Luciano Benavides    | KTM                  | 04:53:00             | 00:01:13             | 2                  | Tosha Schareina    | Honda              | 30:27:17           | 00:07:02           |
| Étape 5  | 3                    | José Ignacio Cornejo | Hero                 | 04:54:31             | 00:01:31             | 3                  | Adrien van Beveren | Honda              | 30:36:46           | 00:24:31           |
|          |                      |                      |                      |                      |                      |                    |                    |                    |                    |                    |
| Étape 6  | 1                    | Ricky Brabec         | Honda                | 05:00:51             |                      | 1                  | Daniel Sanders     | KTM                | 35:18:49           |                    |
| Étape 6  | 2                    | Adrien van Beveren   | Honda                | 05:01:14             | 00:00:23             | 2                  | Tosha Schareina    | Honda              | 35:30:35           | 00:11:46           |
| Étape 6  | 3                    | José Ignacio Cornejo | Hero                 | 05:01:42             | 00:00:51             | 3                  | Adrien van Beveren | Honda              | 35:38:00           | 00:19:11           |
|          |                      |                      |                      |                      |                      |                    |                    |                    |                    |                    |
| Étape 7  | 1                    | Daniel Sanders       | KTM                  | 04:10:33             |                      | 1                  | Daniel Sanders     | KTM                | 39:29:22           |                    |
| Étape 7  | 2                    | Edgar Canet          | KTM                  | 04:14:09             | 00:03:36             | 2                  | Tosha Schareina    | Honda              | 39:44:55           | 00:15:33           |
| Étape 7  | 3                    | Tosha Schareina      | Honda                | 04:14:20             | 00:03:47             | 3                  | Adrien van Beveren | Honda              | 39:55:29           | 00:26:07           |
|          |                      |                      |                      |                      |                      |                    |                    |                    |                    |                    |
| Étape 8  | 1                    | Luciano Benavides    | KTM                  | 04:50:46             |                      | 1                  | Daniel Sanders     | KTM                | 44:26:52           |                    |
| Étape 8  | 2                    | Adrien van Beveren   | Honda                | 04:52:54             | 00:02:08             | 2                  | Tosha Schareina    | Honda              | 44:37:55           | 00:11:03           |
| Étape 8  | 3                    | Tosha Schareina      | Honda                | 04:53:00             | 00:02:14             | 3                  | Adrien van Beveren | Honda              | 44:48:23           | 00:21:31           |
|          |                      |                      |                      |                      |                      |                    |                    |                    |                    |                    |
| Étape 9  | 1                    | Luciano Benavides    | KTM                  | 03:15:38             |                      | 1                  | Daniel Sanders     | KTM                | 47:45:34           |                    |
| Étape 9  | 2                    | Adrien van Beveren   | Honda                | 03:17:32             | 00:01:54             | 2                  | Tosha Schareina    | Honda              | 48:00:19           | 00:14:45           |
| Étape 9  | 3                    | Daniel Sanders       | KTM                  | 03:18:42             | 00:03:04             | 3                  | Adrien van Beveren | Honda              | 48:05:55           | 00:20:21           |
|          |                      |                      |                      |                      |                      |                    |                    |                    |                    |                    |
| Étape 10 | 1                    | Michael Docherty     | KTM                  | 02:00:03             |                      | 1                  | Daniel Sanders     | KTM                | 49:53:59           |                    |
| Étape 10 | 2                    | Rui Gonçalves        | Sherco               | 02:01:23             | 00:01:20             | 2                  | Tosha Schareina    | Honda              | 50:10:30           | 00:16:31           |
| Étape 10 | 3                    | Tobias Ebster        | KTM                  | 02:02:24             | 00:02:21             | 3                  | Adrien van Beveren | Honda              | 50:16:23           | 00:22:24           |
|          |                      |                      |                      |                      |                      |                    |                    |                    |                    |                    |
| Étape 11 | 1                    | Tosha Schareina      | Honda                | 02:12:04             |                      | 1                  | Daniel Sanders     | KTM                | 52:13:34           |                    |
| Étape 11 | 2                    | Luciano Benavides    | KTM                  | 02:12:37             | 00:00:33             | 2                  | Tosha Schareina    | Honda              | 52:22:34           | 00:09:00           |
| Étape 11 | 3                    | Adrien van Beveren   | Honda                | 02:13:01             | 00:00:57             | 3                  | Adrien van Beveren | Honda              | 52:29:24           | 00:15:50           |
|          |                      |                      |                      |                      |                      |                    |                    |                    |                    |                    |
| Étape 12 | 1                    | Michael Docherty     | KTM                  | 00:54:11             |                      | 1                  | Daniel Sanders     | KTM                | 53:08:52           |                    |
| Étape 12 | 2                    | Adrien van Beveren   | Honda                | 00:54:14             | 00:00:03             | 2                  | Tosha Schareina    | Honda              | 53:17:42           | 00:08:50           |
| Étape 12 | 3                    | Tobias Ebster        | KTM                  | 00:54:55             | 00:00:44             | 3                  | Adrien van Beveren | Honda              | 53:23:38           | 00:14:46           |

### Classement auto
|          | Résultats de l'étape | Résultats de l'étape                        | Résultats de l'étape | Résultats de l'étape | Résultats de l'étape | Classement général | Classement général                                          | Classement général                                          | Classement général                                          | Classement général                                          |
| Étape    | Pos                  | Concurrent                                  | Marque               | Temps                | Écart                | Pos                | Concurrent                                                  | Marque                                                      | Temps                                                       | Écart                                                       |
| -------- | -------------------- | ------------------------------------------- | -------------------- | -------------------- | -------------------- | ------------------ | ----------------------------------------------------------- | ----------------------------------------------------------- | ----------------------------------------------------------- | ----------------------------------------------------------- |
| Prologue | 1                    | Henk Lategan Brett Cummings                 | Toyota               | 00:15:28             |                      | 1                  | Il n’existe pas de Classement Général à l’issue du Prologue | Il n’existe pas de Classement Général à l’issue du Prologue | Il n’existe pas de Classement Général à l’issue du Prologue | Il n’existe pas de Classement Général à l’issue du Prologue |
| Prologue | 2                    | Mattias Ekström Emil Bergkvist              | Ford                 | 00:15:29             | 00:00:01             | 2                  | Il n’existe pas de Classement Général à l’issue du Prologue | Il n’existe pas de Classement Général à l’issue du Prologue | Il n’existe pas de Classement Général à l’issue du Prologue | Il n’existe pas de Classement Général à l’issue du Prologue |
| Prologue | 3                    | Nasser Al-Attiyah Édouard Boulanger         | Dacia                | 00:15:48             | 00:00:20             | 3                  | Il n’existe pas de Classement Général à l’issue du Prologue | Il n’existe pas de Classement Général à l’issue du Prologue | Il n’existe pas de Classement Général à l’issue du Prologue | Il n’existe pas de Classement Général à l’issue du Prologue |
|          |                      |                                             |                      |                      |                      |                    |                                                             |                                                             |                                                             |                                                             |
| Étape 1  | 1                    | Seth Quintero Dennis Zenz                   | Toyota               | 04:35:08             |                      | 1                  | Seth Quintero Dennis Zenz                                   | Toyota                                                      | 04:35:08                                                    |                                                             |
| Étape 1  | 2                    | Guerlain Chicherit Alexandre Winocq         | Mini                 | 04:35:53             | 00:00:45             | 2                  | Guerlain Chicherit Alexandre Winocq                         | Mini                                                        | 04:35:53                                                    | 00:00:45                                                    |
| Étape 1  | 3                    | Saood Variawa François Cazalet              | Toyota               | 04:36:56             | 00:01:48             | 3                  | Saood Variawa François Cazalet                              | Toyota                                                      | 04:36:56                                                    | 00:01:48                                                    |
|          |                      |                                             |                      |                      |                      |                    |                                                             |                                                             |                                                             |                                                             |
| Étape 2  | 1                    | Rokas Baciuška Oriol Mena                   | Toyota               | 10:54:11             |                      | 1                  | Henk Lategan Brett Cummings                                 | Toyota                                                      | 15:40:30                                                    |                                                             |
| Étape 2  | 2                    | Yazeed Al-Rajhi Timo Gottschalk             | Toyota               | 10:56:54             | 00:02:43             | 2                  | Yazeed Al-Rajhi Timo Gottschalk                             | Toyota                                                      | 15:45:15                                                    | 00:04:45                                                    |
| Étape 2  | 3                    | Juan Cruz Yacopini Daniel Oliveras Carreras | Toyota               | 11:00:34             | 00:06:23             | 3                  | Nasser Al-Attiyah Édouard Boulanger                         | Dacia                                                       | 15:51:44                                                    | 00:11:14                                                    |
|          |                      |                                             |                      |                      |                      |                    |                                                             |                                                             |                                                             |                                                             |
| Étape 3  | 1                    | Saood Variawa François Cazalet              | Toyota               | 03:16:52             |                      | 1                  | Henk Lategan Brett Cummings                                 | Toyota                                                      | 19:04:53                                                    |                                                             |
| Étape 3  | 2                    | Guerlain Chicherit Alexandre Winocq         | Mini                 | 03:17:15             | 00:00:33             | 2                  | Nasser Al-Attiyah Édouard Boulanger                         | Dacia                                                       | 19:12:10                                                    | 00:07:17                                                    |
| Étape 3  | 3                    | Seth Quintero Dennis Zenz                   | Toyota               | 03:18:40             | 00:01:48             | 3                  | Mattias Ekström Emil Bergkvist                              | Ford                                                        | 19:14:27                                                    | 00:09:34                                                    |
|          |                      |                                             |                      |                      |                      |                    |                                                             |                                                             |                                                             |                                                             |
| Étape 4  | 1                    | Yazeed Al-Rajhi Timo Gottschalk             | Toyota               | 04:26:40             |                      | 1                  | Henk Lategan Brett Cummings                                 | Toyota                                                      | 23:36:24                                                    |                                                             |
| Étape 4  | 2                    | Henk Lategan Brett Cummings                 | Toyota               | 04:31:31             | 00:04:51             | 2                  | Yazeed Al-Rajhi Timo Gottschalk                             | Toyota                                                      | 23:43:18                                                    | 00:06:54                                                    |
| Étape 4  | 3                    | Juan Cruz Yacopini Daniel Oliveras Carreras | Toyota               | 04:37:25             | 00:10:45             | 3                  | Mattias Ekström Emil Bergkvist                              | Ford                                                        | 23:58:04                                                    | 00:21:40                                                    |
|          |                      |                                             |                      |                      |                      |                    |                                                             |                                                             |                                                             |                                                             |
| Étape 5  | 1                    | Seth Quintero Dennis Zenz                   | Toyota               | 04:32:53             |                      | 1                  | Henk Lategan Brett Cummings                                 | Toyota                                                      | 28:10:11                                                    |                                                             |
| Étape 5  | 2                    | Nasser Al-Attiyah Édouard Boulanger         | Dacia                | 04:32:54             | 00:00:01             | 2                  | Yazeed Al-Rajhi Timo Gottschalk                             | Toyota                                                      | 28:20:28                                                    | 00:10:17                                                    |
| Étape 5  | 3                    | Mattias Ekström Emil Bergkvist              | Ford                 | 04:33:01             | 00:00:08             | 3                  | Mattias Ekström Emil Bergkvist                              | Ford                                                        | 28:31:05                                                    | 00:20:54                                                    |
|          |                      |                                             |                      |                      |                      |                    |                                                             |                                                             |                                                             |                                                             |
| Étape 6  | 1                    | Guillaume De Mévius Mathieu Baumel          | Mini                 | 04:34:49             |                      | 1                  | Henk Lategan Brett Cummings                                 | Toyota                                                      | 32:51:36                                                    |                                                             |
| Étape 6  | 2                    | João Ferreira Filipe Palmeiro               | Mini                 | 04:36:23             | 00:01:34             | 2                  | Yazeed Al-Rajhi Timo Gottschalk                             | Toyota                                                      | 32:58:52                                                    | 00:07:16                                                    |
| Étape 6  | 3                    | Nasser Al-Attiyah Édouard Boulanger         | Dacia                | 04:36:54             | 00:02:01             | 3                  | Mattias Ekström Emil Bergkvist                              | Ford                                                        | 33:14:03                                                    | 00:22:27                                                    |
|          |                      |                                             |                      |                      |                      |                    |                                                             |                                                             |                                                             |                                                             |
| Étape 7  | 1                    | Lucas Moraes Armand Monleón                 | Toyota               | 04:01:49             |                      | 1                  | Henk Lategan Brett Cummings                                 | Toyota                                                      | 37:13:08                                                    |                                                             |
| Étape 7  | 2                    | Mattias Ekström Emil Bergkvist              | Ford                 | 04:09:30             | 00:07:41             | 2                  | Yazeed Al-Rajhi Timo Gottschalk                             | Toyota                                                      | 37:13:29                                                    | 00:00:21                                                    |
| Étape 7  | 3                    | Mitchell Guthrie Kellon Walch               | Ford                 | 04:11:17             | 00:09:28             | 3                  | Mattias Ekström Emil Bergkvist                              | Ford                                                        | 37:23:33                                                    | 00:10:25                                                    |
|          |                      |                                             |                      |                      |                      |                    |                                                             |                                                             |                                                             |                                                             |
| Étape 8  | 1                    | Henk Lategan Brett Cummings                 | Toyota               | 04:51:54             |                      | 1                  | Henk Lategan Brett Cummings                                 | Toyota                                                      | 42:05:02                                                    |                                                             |
| Étape 8  | 2                    | Guy Botterill Dennis Murphy                 | Toyota               | 04:53:41             | 00:01:47             | 2                  | Yazeed Al-Rajhi Timo Gottschalk                             | Toyota                                                      | 42:10:43                                                    | 00:05:41                                                    |
| Étape 8  | 3                    | Mathieu Serradori Loic Minaudier            | Century              | 04:55:58             | 00:04:04             | 3                  | Mattias Ekström Emil Bergkvist                              | Ford                                                        | 42:33:57                                                    | 00:28:55                                                    |
|          |                      |                                             |                      |                      |                      |                    |                                                             |                                                             |                                                             |                                                             |
| Étape 9  | 1                    | Nasser Al-Attiyah Édouard Boulanger         | Dacia                | 02:52:59             |                      | 1                  | Yazeed Al-Rajhi Timo Gottschalk                             | Toyota                                                      | 45:06:54                                                    |                                                             |
| Étape 9  | 2                    | Guillaume de Mévius Mathieu Baumel          | Mini                 | 02:55:46             | 00:02:47             | 2                  | Henk Lategan Brett Cummings                                 | Toyota                                                      | 45:14:03                                                    | 00:07:09                                                    |
| Étape 9  | 3                    | Yazeed Al-Rajhi Timo Gottschalk             | Toyota               | 02:56:11             | 00:03:12             | 3                  | Mattias Ekström Emil Bergkvist                              | Ford                                                        | 45:31:44                                                    | 00:24:50                                                    |
|          |                      |                                             |                      |                      |                      |                    |                                                             |                                                             |                                                             |                                                             |
| Étape 10 | 1                    | Nani Roma Álex Haro Bravo                   | Ford                 | 02:06:34             |                      | 1                  | Henk Lategan Brett Cummings                                 | Toyota                                                      | 47:29:57                                                    |                                                             |
| Étape 10 | 2                    | Lucas Moraes Armand Monleón                 | Toyota               | 02:06:52             | 00:00:18             | 2                  | Yazeed Al-Rajhi Timo Gottschalk                             | Toyota                                                      | 47:32:24                                                    | 00:02:27                                                    |
| Étape 10 | 3                    | Dania Akeel Stephane Duple                  | Taurus               | 02:08:14             | 00:01:40             | 3                  | Mattias Ekström Emil Bergkvist                              | Ford                                                        | 47:56:43                                                    | 00:26:43                                                    |
|          |                      |                                             |                      |                      |                      |                    |                                                             |                                                             |                                                             |                                                             |
| Étape 11 | 1                    | Mattias Ekström Emil Bergkvist              | Ford                 | 04:19:27             |                      | 1                  | Yazeed Al-Rajhi Timo Gottschalk                             | Toyota                                                      | 51:53:36                                                    |                                                             |
| Étape 11 | 2                    | Nasser Al-Attiyah Édouard Boulanger         | Dacia                | 04:20:08             | 00:00:41             | 2                  | Henk Lategan Brett Cummings                                 | Toyota                                                      | 51:59:47                                                    | 00:06:11                                                    |
| Étape 11 | 3                    | Yazeed Al-Rajhi Timo Gottschalk             | Toyota               | 04:21:12             | 00:01:45             | 3                  | Mattias Ekström Emil Bergkvist                              | Ford                                                        | 52:16:10                                                    | 00:22:34                                                    |
|          |                      |                                             |                      |                      |                      |                    |                                                             |                                                             |                                                             |                                                             |
| Étape 12 | 1                    | Lucas Moraes Armand Monleón                 | Toyota               | 00:54:14             |                      | 1                  | Yazeed Al-Rajhi Timo Gottschalk                             | Toyota                                                      | 52:52:15                                                    |                                                             |
| Étape 12 | 2                    | Nasser Al-Attiyah Édouard Boulanger         | Dacia                | 04:20:08             | 00:01:33             | 2                  | Henk Lategan Brett Cummings                                 | Toyota                                                      | 52:56:12                                                    | 00:03:47                                                    |
| Étape 12 | 3                    | Henk Lategan Brett Cummings                 | Toyota               | 04:21:12             | 00:02:11             | 3                  | Mattias Ekström Emil Bergkvist                              | Ford                                                        | 53:12:36                                                    | 00:20:21                                                    |
|          |                      |                                             |                      |                      |                      |                    |                                                             |                                                             |                                                             |                                                             |

### Classement Challenger (T3)
|          | Résultats de l'étape | Résultats de l'étape                                  | Résultats de l'étape | Résultats de l'étape | Résultats de l'étape | Classement général | Classement général                                          | Classement général                                          | Classement général                                          | Classement général                                          |
| Étape    | Pos                  | Concurrent                                            | Marque               | Temps                | Écart                | Pos                | Concurrent                                                  | Marque                                                      | Temps                                                       | Écart                                                       |
| -------- | -------------------- | ----------------------------------------------------- | -------------------- | -------------------- | -------------------- | ------------------ | ----------------------------------------------------------- | ----------------------------------------------------------- | ----------------------------------------------------------- | ----------------------------------------------------------- |
| Prologue | 1                    | Corbin Leaverton Taye Perry                           | Taurus               | 00:17:17             |                      | 1                  | Il n’existe pas de Classement Général à l’issue du Prologue | Il n’existe pas de Classement Général à l’issue du Prologue | Il n’existe pas de Classement Général à l’issue du Prologue | Il n’existe pas de Classement Général à l’issue du Prologue |
| Prologue | 2                    | Gonçalo Guerreiro Cadu Sachs                          | Taurus               | 00:17:21             | 00:00:04             | 2                  | Il n’existe pas de Classement Général à l’issue du Prologue | Il n’existe pas de Classement Général à l’issue du Prologue | Il n’existe pas de Classement Général à l’issue du Prologue | Il n’existe pas de Classement Général à l’issue du Prologue |
| Prologue | 3                    | Nicolás Cavigliasso Valentina Pertegarini             | Taurus               | 00:17:28             | 00:00:11             | 3                  | Il n’existe pas de Classement Général à l’issue du Prologue | Il n’existe pas de Classement Général à l’issue du Prologue | Il n’existe pas de Classement Général à l’issue du Prologue | Il n’existe pas de Classement Général à l’issue du Prologue |
|          |                      |                                                       |                      |                      |                      |                    |                                                             |                                                             |                                                             |                                                             |
| Étape 1  | 1                    | Nicolás Cavigliasso Valentina Pertegarini             | Taurus               | 04:47:12             |                      | 1                  | Nicolás Cavigliasso Valentina Pertegarini                   | Taurus                                                      | 04:47:12                                                    |                                                             |
| Étape 1  | 2                    | Gonçalo Guerreiro Cadu Sachs                          | Taurus               | 04:47:16             | 00:00:04             | 2                  | Gonçalo Guerreiro Cadu Sachs                                | Taurus                                                      | 04:47:16                                                    | 00:00:04                                                    |
| Étape 1  | 3                    | Abdulaziz Al-Kuwari Nasser Al-Kuwari                  | Taurus               | 04:57:10             | 00:09:58             | 3                  | Abdulaziz Al-Kuwari Nasser Al-Kuwari                        | Taurus                                                      | 04:57:10                                                    | 00:09:58                                                    |
|          |                      |                                                       |                      |                      |                      |                    |                                                             |                                                             |                                                             |                                                             |
| Étape 2  | 1                    | Paul Spierings Jan Pieter van der Stelt               | Taurus               | 11:57:48             |                      | 1                  | Nicolás Cavigliasso Valentina Pertegarini                   | Taurus                                                      | 16:45:02                                                    |                                                             |
| Étape 2  | 2                    | Nicolás Cavigliasso Valentina Pertegarini             | Taurus               | 11:57:50             | 00:00:02             | 2                  | Gonçalo Guerreiro Cadu Sachs                                | Taurus                                                      | 16:51:22                                                    | 00:06:20                                                    |
| Étape 2  | 3                    | Corbin Leaverton Taye Perry                           | Taurus               | 12:00:49             | 00:03:01             | 3                  | Corbin Leaverton Taye Perry                                 | Taurus                                                      | 17:03:26                                                    | 00:18:24                                                    |
|          |                      |                                                       |                      |                      |                      |                    |                                                             |                                                             |                                                             |                                                             |
| Étape 3  | 1                    | Nicolás Cavigliasso Valentina Pertegarini             | Taurus               | 03:39:41             |                      | 1                  | Nicolás Cavigliasso Valentina Pertegarini                   | Taurus                                                      | 20:24:43                                                    |                                                             |
| Étape 3  | 2                    | Paul Spierings Jan Pieter van der Stelt               | Taurus               | 03:39:55             | 00:00:14             | 2                  | Gonçalo Guerreiro Cadu Sachs                                | Taurus                                                      | 20:44:12                                                    | 00:19:29                                                    |
| Étape 3  | 3                    | Yasir Seaidan Michael Metge                           | Taurus               | 03:39:56             | 00:00:15             | 3                  | Corbin Leaverton Taye Perry                                 | Taurus                                                      | 20:46:52                                                    | 00:22:09                                                    |
|          |                      |                                                       |                      |                      |                      |                    |                                                             |                                                             |                                                             |                                                             |
| Étape 4  | 1                    | Nicolás Cavigliasso Valentina Pertegarini             | Taurus               | 05:07:43             |                      | 1                  | Nicolás Cavigliasso Valentina Pertegarini                   | Taurus                                                      | 25:32:26                                                    |                                                             |
| Étape 4  | 2                    | Corbin Leaverton Taye Perry                           | Taurus               | 05:10:48             | 00:03:05             | 2                  | Corbin Leaverton Taye Perry                                 | Taurus                                                      | 25:57:40                                                    | 00:25:14                                                    |
| Étape 4  | 3                    | Abdulaziz Al-Kuwari Nasser Al-Kuwari                  | Taurus               | 05:11:53             | 00:04:10             | 3                  | Gonçalo Guerreiro Cadu Sachs                                | Taurus                                                      | 26:02:01                                                    | 00:29:35                                                    |
|          |                      |                                                       |                      |                      |                      |                    |                                                             |                                                             |                                                             |                                                             |
| Étape 5  | 1                    | Yasir Seaidan Michael Metge                           | Taurus               | 04:51:27             |                      | 1                  | Nicolás Cavigliasso Valentina Pertegarini                   | Taurus                                                      | 30:38:42                                                    |                                                             |
| Étape 5  | 2                    | Paul Spierings Jan Pieter van der Stelt               | Taurus               | 04:59:49             | 00:08:22             | 2                  | Gonçalo Guerreiro Cadu Sachs                                | Taurus                                                      | 31:07:16                                                    | 00:28:34                                                    |
| Étape 5  | 3                    | Abdulaziz Al-Kuwari Nasser Al-Kuwari                  | Taurus               | 05:00:19             | 00:08:52             | 3                  | Paul Spierings Jan Pieter van der Stelt                     | Taurus                                                      | 31:09:08                                                    | 00:30:26                                                    |
|          |                      |                                                       |                      |                      |                      |                    |                                                             |                                                             |                                                             |                                                             |
| Étape 6  | 1                    | Yasir Seaidan Michael Metge                           | Taurus               | 05:04:21             |                      | 1                  | Nicolás Cavigliasso Valentina Pertegarini                   | Taurus                                                      | 35:57:59                                                    |                                                             |
| Étape 6  | 2                    | Corbin Leaverton Taye Perry                           | Taurus               | 05:09:47             | 00:05:26             | 2                  | Gonçalo Guerreiro Cadu Sachs                                | Taurus                                                      | 36:33:01                                                    | 00:35:02                                                    |
| Étape 6  | 3                    | Pau Navarro Ferrer Lisandro Ezequiel Sisterna Herrera | Taurus               | 05:14:09             | 00:09:48             | 3                  | Paul Spierings Jan Pieter van der Stelt                     | Taurus                                                      | 36:38:51                                                    | 00:40:52                                                    |
|          |                      |                                                       |                      |                      |                      |                    |                                                             |                                                             |                                                             |                                                             |
| Étape 7  | 1                    | Corbin Leaverton Taye Perry                           | Taurus               | 04:27:54             |                      | 1                  | Nicolás Cavigliasso Valentina Pertegarini                   | Taurus                                                      | 40:35:04                                                    |                                                             |
| Étape 7  | 2                    | Yasir Seaidan Michael Metge                           | Taurus               | 04:28:18             | 00:00:24             | 2                  | Gonçalo Guerreiro Cadu Sachs                                | Taurus                                                      | 41:05:41                                                    | 00:30:37                                                    |
| Étape 7  | 3                    | Pau Navarro Ferrer Lisandro Ezequiel Sisterna Herrera | Taurus               | 04:31:32             | 00:03:38             | 3                  | Paul Spierings Jan Pieter van der Stelt                     | Taurus                                                      | 41:17:35                                                    | 00:42:31                                                    |
|          |                      |                                                       |                      |                      |                      |                    |                                                             |                                                             |                                                             |                                                             |
| Étape 8  | 1                    | Pau Navarro Ferrer Lisandro Ezequiel Sisterna Herrera | Taurus               | 05:22:29             |                      | 1                  | Nicolas Cavigliasso Valentina Pertegarini                   | Taurus                                                      | 46:08:33                                                    |                                                             |
| Étape 8  | 2                    | Paul Spierings Jan Pieter van der Stelt               | Taurus               | 05:23:52             | 00:01:23             | 2                  | Gonçalo Guerreiro Cadu Sachs                                | Taurus                                                      | 46:34:22                                                    | 00:25:49                                                    |
| Étape 8  | 3                    | David Zille Sebastian Cesana                          | Taurus               | 05:26:17             | 00:03:48             | 3                  | Paul Spierings Jan Pieter van der Stelt                     | Taurus                                                      | 46:41:27                                                    | 00:32:54                                                    |
|          |                      |                                                       |                      |                      |                      |                    |                                                             |                                                             |                                                             |                                                             |
| Étape 9  | 1                    | David Zille Sebastian Cesana                          | Taurus               | 03:26:50             |                      | 1                  | Nicolas Cavigliasso Valentina Pertegarini                   | Taurus                                                      | 49:38:09                                                    |                                                             |
| Étape 9  | 2                    | Abdulaziz Al-Kuwari Nasser Al-Kuwari                  | Taurus               | 03:27:01             | 00:00:11             | 2                  | Gonçalo Guerreiro Cadu Sachs                                | Taurus                                                      | 50:06:07                                                    | 00:27:58                                                    |
| Étape 9  | 3                    | Khalifa Saleh Al-Attiyah Bruno Jacomy                 | Taurus               | 03:28:51             | 00:02:01             | 3                  | Paul Spierings Jan Pieter van der Stelt                     | Taurus                                                      | 50:42:04                                                    | 01:03:55                                                    |
|          |                      |                                                       |                      |                      |                      |                    |                                                             |                                                             |                                                             |                                                             |
| Étape 10 | 1                    | Dania Akeel Stephane Duple                            | Taurus               | 02:08:14             |                      | 1                  | Nicolas Cavigliasso Valentina Pertegarini                   | Taurus                                                      | 51:54:09                                                    |                                                             |
| Étape 10 | 2                    | Pau Navarro Ferrer Lisandro Ezequiel Sisterna Herrera | Taurus               | 02:11:18             | 00:03:04             | 2                  | Gonçalo Guerreiro Cadu Sachs                                | Taurus                                                      | 52:20:09                                                    | 00:26:00                                                    |
| Étape 10 | 3                    | Gonçalo Guerreiro Cadu Sachs                          | Taurus               | 02:14:02             | 00:05:48             | 3                  | Pau Navarro Ferrer Lisandro Ezequiel Sisterna Herrera       | Taurus                                                      | 53:37:02                                                    | 01:42:53                                                    |
|          |                      |                                                       |                      |                      |                      |                    |                                                             |                                                             |                                                             |                                                             |
| Étape 11 | 1                    | Yasir Seaidan Michael Metge                           | Taurus               | 04:32:09             |                      | 1                  | Nicolás Cavigliasso Valentina Pertegarini                   | Taurus                                                      | 56:44:09                                                    |                                                             |
| Étape 11 | 2                    | Pau Navarro Ferrer Lisandro Ezequiel Sisterna Herrera | Taurus               | 04:37:18             | 00:05:09             | 2                  | Gonçalo Guerreiro Cadu Sachs                                | Taurus                                                      | 57:55:45                                                    | 01:11:36                                                    |
| Étape 11 | 3                    | Dania Akeel Stephane Duple                            | Taurus               | 04:39:09             | 00:07:00             | 3                  | Pau Navarro Ferrer Lisandro Ezequiel Sisterna Herrera       | Taurus                                                      | 58:14:20                                                    | 01:30:11                                                    |
|          |                      |                                                       |                      |                      |                      |                    |                                                             |                                                             |                                                             |                                                             |
| Étape 12 | 1                    | Paul Spierings Jan Pieter van der Stelt               | Taurus               | 00:57:24             |                      | 1                  | Nicolás Cavigliasso Valentina Pertegarini                   | Taurus                                                      | 57:50:21                                                    |                                                             |
| Étape 12 | 2                    | Yasir Seaidan Michael Metge                           | Taurus               | 00:57:38             | 00:00:14             | 2                  | Gonçalo Guerreiro Cadu Sachs                                | Taurus                                                      | 59:01:59                                                    | 01:11:38                                                    |
| Étape 12 | 3                    | Dania Akeel Stephane Duple                            | Taurus               | 00:58:24             | 00:01:00             | 3                  | Pau Navarro Ferrer Lisandro Ezequiel Sisterna Herrera       | Taurus                                                      | 59:20:34                                                    | 01:30:13                                                    |
|          |                      |                                                       |                      |                      |                      |                    |                                                             |                                                             |                                                             |                                                             |

### Classement SSV (T4)
|          | Résultats de l'étape | Résultats de l'étape                                | Résultats de l'étape | Résultats de l'étape | Résultats de l'étape | Classement général | Classement général                                          | Classement général                                          | Classement général                                          | Classement général                                          |
| Étape    | Pos                  | Concurrent                                          | Marque               | Temps                | Écart                | Pos                | Concurrent                                                  | Marque                                                      | Temps                                                       | Écart                                                       |
| -------- | -------------------- | --------------------------------------------------- | -------------------- | -------------------- | -------------------- | ------------------ | ----------------------------------------------------------- | ----------------------------------------------------------- | ----------------------------------------------------------- | ----------------------------------------------------------- |
| Prologue | 1                    | Brock Heger Max Eddy                                | Polaris              | 00:17:40             |                      | 1                  | Il n’existe pas de Classement Général à l’issue du Prologue | Il n’existe pas de Classement Général à l’issue du Prologue | Il n’existe pas de Classement Général à l’issue du Prologue | Il n’existe pas de Classement Général à l’issue du Prologue |
| Prologue | 2                    | Jeremias Gonzalez Ferioli Pedro Gonzalo Rinaldi     | BRP                  | 00:17:59             | 00:00:19             | 2                  | Il n’existe pas de Classement Général à l’issue du Prologue | Il n’existe pas de Classement Général à l’issue du Prologue | Il n’existe pas de Classement Général à l’issue du Prologue | Il n’existe pas de Classement Général à l’issue du Prologue |
| Prologue | 3                    | Xavier de Soultrait Martin Bonnet                   | Polaris              | 00:18:05             | 00:00:25             | 3                  | Il n’existe pas de Classement Général à l’issue du Prologue | Il n’existe pas de Classement Général à l’issue du Prologue | Il n’existe pas de Classement Général à l’issue du Prologue | Il n’existe pas de Classement Général à l’issue du Prologue |
|          |                      |                                                     |                      |                      |                      |                    |                                                             |                                                             |                                                             |                                                             |
| Étape 1  | 1                    | Xavier de Soultrait Martin Bonnet                   | Polaris              | 04:52:43             |                      | 1                  | Xavier de Soultrait Martin Bonnet                           | Polaris                                                     | 04:52:43                                                    |                                                             |
| Étape 1  | 2                    | Francisco Lopez Contardo Juan Pablo Latrach Vinagre | BRP                  | 05:00:18             | 00:07:35             | 2                  | Francisco Lopez Contardo Juan Pablo Latrach Vinagre         | BRP                                                         | 05:00:18                                                    | 00:07:35                                                    |
| Étape 1  | 3                    | Brock Heger Max Eddy                                | Polaris              | 00:05:23             | 00:12:40             | 3                  | Brock Heger Max Eddy                                        | Polaris                                                     | 00:05:23                                                    | 00:12:40                                                    |
|          |                      |                                                     |                      |                      |                      |                    |                                                             |                                                             |                                                             |                                                             |
| Étape 2  | 1                    | Brock Heger Max Eddy                                | Polaris              | 11:57:43             |                      | 1                  | Xavier de Soultrait Martin Bonnet                           | Polaris                                                     | 16:57:52                                                    |                                                             |
| Étape 2  | 2                    | Xavier de Soultrait Martin Bonnet                   | Polaris              | 12:05:09             | 00:07:26             | 2                  | Brock Heger Max Eddy                                        | Polaris                                                     | 17:03:06                                                    | 00:05:14                                                    |
| Étape 2  | 3                    | Alexandre Pinto Bernardo Oliveira                   | BRP                  | 12:35:51             | 00:38:08             | 3                  | Alexandre Pinto Bernardo Oliveira                           | BRP                                                         | 18:00:41                                                    | 01:02:49                                                    |
|          |                      |                                                     |                      |                      |                      |                    |                                                             |                                                             |                                                             |                                                             |
| Étape 3  | 1                    | Francisco Lopez Contardo Juan Pablo Latrach Vinagre | BRP                  | 03:46:37             |                      | 1                  | Xavier de Soultrait Martin Bonnet                           | Polaris                                                     | 20:48:16                                                    |                                                             |
| Étape 3  | 2                    | Xavier de Soultrait Martin Bonnet                   | Polaris              | 03:50:24             | 00:03:47             | 2                  | Brock Heger Max Eddy                                        | Polaris                                                     | 20:56:55                                                    | 00:08:39                                                    |
| Étape 3  | 3                    | Brock Heger Max Eddy                                | Polaris              | 03:53:49             | 00:07:12             | 3                  | Alexandre Pinto Bernardo Oliveira                           | BRP                                                         | 22:00:50                                                    | 01:12:34                                                    |
|          |                      |                                                     |                      |                      |                      |                    |                                                             |                                                             |                                                             |                                                             |
| Étape 4  | 1                    | Sara Price Sean Berriman                            | BRP                  | 05:13:38             |                      | 1                  | Brock Heger Max Eddy                                        | Polaris                                                     | 26:28:40                                                    |                                                             |
| Étape 4  | 2                    | Francisco Lopez Contardo Juan Pablo Latrach Vinagre | BRP                  | 05:14:46             | 00:01:08             | 2                  | Xavier de Soultrait Martin Bonnet                           | Polaris                                                     | 27:46:07                                                    | 01:17:27                                                    |
| Étape 4  | 3                    | Brock Heger Max Eddy                                | Polaris              | 05:31:45             | 00:18:07             | 3                  | Alexandre Pinto Bernardo Oliveira                           | BRP                                                         | 27:55:35                                                    | 01:26:55                                                    |
|          |                      |                                                     |                      |                      |                      |                    |                                                             |                                                             |                                                             |                                                             |
| Étape 5  | 1                    | Francisco Lopez Contardo Juan Pablo Latrach Vinagre | BRP                  | 05:02:26             |                      | 1                  | Brock Heger Max Eddy                                        | Polaris                                                     | 31:51:54                                                    |                                                             |
| Étape 5  | 2                    | Brock Heger Max Eddy                                | Polaris              | 05:23:14             | 00:20:48             | 2                  | Xavier de Soultrait Martin Bonnet                           | Polaris                                                     | 33:09:24                                                    | 01:17:30                                                    |
| Étape 5  | 3                    | Xavier de Soultrait Martin Bonnet                   | Polaris              | 05:23:17             | 00:20:51             | 3                  | Alexandre Pinto Bernardo Oliveira                           | BRP                                                         | 33:26:14                                                    | 01:34:20                                                    |
|          |                      |                                                     |                      |                      |                      |                    |                                                             |                                                             |                                                             |                                                             |
| Étape 6  | 1                    | Francisco Lopez Contardo Juan Pablo Latrach Vinagre | BRP                  | 05:17:35             |                      | 1                  | Brock Heger Max Eddy                                        | Polaris                                                     | 37:21:01                                                    |                                                             |
| Étape 6  | 2                    | Xavier de Soultrait Martin Bonnet                   | Polaris              | 05:19:06             | 00:01:31             | 2                  | Xavier de Soultrait Martin Bonnet                           | Polaris                                                     | 38:28:30                                                    | 01:07:29                                                    |
| Étape 6  | 3                    | Brock Heger Max Eddy                                | Polaris              | 05:29:07             | 00:11:32             | 3                  | Francisco Lopez Contardo Juan Pablo Latrach Vinagre         | BRP                                                         | 39:08:28                                                    | 01:47:27                                                    |
|          |                      |                                                     |                      |                      |                      |                    |                                                             |                                                             |                                                             |                                                             |
| Étape 7  | 1                    | Jeremias Gonzalez Ferioli Pedro Gonzalo Rinaldi     | BRP                  | 04:34:50             |                      | 1                  | Brock Heger Max Eddy                                        | Polaris                                                     | 41:56:42                                                    |                                                             |
| Étape 7  | 2                    | Brock Heger Max Eddy                                | Polaris              | 04:35:41             | 00:00:51             | 2                  | Xavier de Soultrait Martin Bonnet                           | Polaris                                                     | 43:32:36                                                    | 01:35:54                                                    |
| Étape 7  | 3                    | Francisco Lopez Contardo Juan Pablo Latrach Vinagre | BRP                  | 04:44:18             | 00:09:28             | 3                  | Francisco Lopez Contardo Juan Pablo Latrach Vinagre         | BRP                                                         | 43:52:46                                                    | 01:56:04                                                    |
|          |                      |                                                     |                      |                      |                      |                    |                                                             |                                                             |                                                             |                                                             |
| Étape 8  | 1                    | Jeremias Gonzalez Ferioli Pedro Gonzalo Rinaldi     | BRP                  | 05:34:39             |                      | 1                  | Brock Heger Max Eddy                                        | Polaris                                                     | 47:33:59                                                    |                                                             |
| Étape 8  | 2                    | Brock Heger Max Eddy                                | Polaris              | 05:37:17             | 00:02:38             | 2                  | Xavier de Soultrait Martin Bonnet                           | Polaris                                                     | 49:15:25                                                    | 01:41:26                                                    |
| Étape 8  | 3                    | Jérôme de Sadeleer (en) Diego Ortega Gil            | BRP                  | 05:42:00             | 00:07:21             | 3                  | Francisco Lopez Contardo Juan Pablo Latrach Vinagre         | BRP                                                         | 49:42:48                                                    | 02:08:49                                                    |
|          |                      |                                                     |                      |                      |                      |                    |                                                             |                                                             |                                                             |                                                             |
| Étape 9  | 1                    | Francisco Lopez Contardo Juan Pablo Latrach Vinagre | BRP                  | 03:38:10             |                      | 1                  | Brock Heger Max Eddy                                        | Polaris                                                     | 51:13:21                                                    |                                                             |
| Étape 9  | 2                    | Brock Heger Max Eddy                                | Polaris              | 03:39:21             | 00:01:11             | 2                  | Xavier de Soultrait Martin Bonnet                           | Polaris                                                     | 53:03:13                                                    | 01:49:53                                                    |
| Étape 9  | 3                    | Jeremias Gonzalez Ferioli Pedro Gonzalo Rinaldi     | BRP                  | 03:40:24             | 00:02:14             | 3                  | Francisco Lopez Contardo Juan Pablo Latrach Vinagre         | BRP                                                         | 53:20:58                                                    | 02:07:38                                                    |
|          |                      |                                                     |                      |                      |                      |                    |                                                             |                                                             |                                                             |                                                             |
| Étape 10 | 1                    | Francisco Lopez Contardo Juan Pablo Latrach Vinagre | BRP                  | 02:10:45             |                      | 1                  | Brock Heger Max Eddy                                        | Polaris                                                     | 53:25:31                                                    |                                                             |
| Étape 10 | 2                    | Jeremias Gonzalez Ferioli Pedro Gonzalo Rinaldi     | BRP                  | 02:11:10             | 00:00:25             | 2                  | Xavier de Soultrait Martin Bonnet                           | Polaris                                                     | 55:15:24                                                    | 01:49:53                                                    |
| Étape 10 | 3                    | Sara Price Sean Berriman                            | BRP                  | 02:12:10             | 00:01:25             | 3                  | Francisco Lopez Contardo Juan Pablo Latrach Vinagre         | BRP                                                         | 55:32:18                                                    | 02:06:47                                                    |
|          |                      |                                                     |                      |                      |                      |                    |                                                             |                                                             |                                                             |                                                             |
| Étape 11 | 1                    | Sara Price Sean Berriman                            | BRP                  | 04:35:06             |                      | 1                  | Brock Heger Max Eddy                                        | Polaris                                                     | 58:04:54                                                    |                                                             |
| Étape 11 | 2                    | Francisco López Contardo Juan Pablo Latrach Vinagre | BRP                  | 04:38:36             | 00:03:30             | 2                  | Francisco López Contardo Juan Pablo Latrach Vinagre         | BRP                                                         | 60:10:54                                                    | 02:06:00                                                    |
| Étape 11 | 3                    | Jeremias Gonzalez Ferioli Pedro Gonzalo Rinaldi     | BRP                  | 04:38:41             | 00:03:35             | 3                  | Alexandre Pinto Bernardo Oliveira                           | BRP                                                         | 61:42:00                                                    | 03:37:06                                                    |
|          |                      |                                                     |                      |                      |                      |                    |                                                             |                                                             |                                                             |                                                             |
| Étape 12 | 1                    | Sara Price Sean Berriman                            | BRP                  | 00:58:53             |                      | 1                  | Brock Heger Max Eddy                                        | Polaris                                                     | 59:13:11                                                    |                                                             |
| Étape 12 | 2                    | Jeremias Gonzalez Ferioli Pedro Gonzalo Rinaldi     | BRP                  | 00:59:44             | 00:00:51             | 2                  | Francisco López Contardo Juan Pablo Latrach Vinagre         | BRP                                                         | 61:19:15                                                    | 02:06:04                                                    |
| Étape 12 | 3                    | Manuel Andujar Bernardo Graue                       | BRP                  | 01:01:05             | 00:02:12             | 3                  | Alexandre Pinto Bernardo Oliveira                           | BRP                                                         | 62:50:22                                                    | 03:37:11                                                    |
|          |                      |                                                     |                      |                      |                      |                    |                                                             |                                                             |                                                             |                                                             |

### Classement camion
|          | Résultats de l'étape | Résultats de l'étape                                        | Résultats de l'étape | Résultats de l'étape | Résultats de l'étape | Classement général | Classement général                                          | Classement général                                          | Classement général                                          | Classement général                                          |
| Étape    | Pos                  | Concurrent                                                  | Marque               | Temps                | Écart                | Pos                | Concurrent                                                  | Marque                                                      | Temps                                                       | Écart                                                       |
| -------- | -------------------- | ----------------------------------------------------------- | -------------------- | -------------------- | -------------------- | ------------------ | ----------------------------------------------------------- | ----------------------------------------------------------- | ----------------------------------------------------------- | ----------------------------------------------------------- |
| Prologue | 1                    | Mitchel van den Brink Jarno van de Pol Moises Torrallardona | Iveco                | 00:18:03             |                      | 1                  | Il n’existe pas de Classement Général à l’issue du Prologue | Il n’existe pas de Classement Général à l’issue du Prologue | Il n’existe pas de Classement Général à l’issue du Prologue | Il n’existe pas de Classement Général à l’issue du Prologue |
| Prologue | 2                    | Vaidotas Žala Max Van Grol Paulo Fiúza                      | Iveco                | 00:18:10             | 00:00:07             | 2                  | Il n’existe pas de Classement Général à l’issue du Prologue | Il n’existe pas de Classement Général à l’issue du Prologue | Il n’existe pas de Classement Général à l’issue du Prologue | Il n’existe pas de Classement Général à l’issue du Prologue |
| Prologue | 3                    | Martin Macík František Tomášek David Švanda                 | Iveco                | 00:18:26             | 00:00:23             | 3                  | Il n’existe pas de Classement Général à l’issue du Prologue | Il n’existe pas de Classement Général à l’issue du Prologue | Il n’existe pas de Classement Général à l’issue du Prologue | Il n’existe pas de Classement Général à l’issue du Prologue |
|          |                      |                                                             |                      |                      |                      |                    |                                                             |                                                             |                                                             |                                                             |
| Étape 1  | 1                    | Mitchel van den Brink Jarno van de Pol Moises Torrallardona | Iveco                | 05:11:09             |                      | 1                  | Mitchel van den Brink Jarno van de Pol Moises Torrallardona | Iveco                                                       | 05:11:09                                                    |                                                             |
| Étape 1  | 2                    | Aleš Loprais Darek Rodewald David Křípal                    | Iveco                | 05:12:49             | 00:01:40             | 2                  | Aleš Loprais Darek Rodewald David Křípal                    | Iveco                                                       | 05:12:49                                                    | 00:01:40                                                    |
| Étape 1  | 3                    | Martin Macík František Tomášek David Švanda                 | Iveco                | 05:13:38             | 00:02:29             | 3                  | Martin Macík František Tomášek David Švanda                 | Iveco                                                       | 05:13:38                                                    | 00:02:29                                                    |
|          |                      |                                                             |                      |                      |                      |                    |                                                             |                                                             |                                                             |                                                             |
| Étape 2  | 1                    | Martin Macík František Tomášek David Švanda                 | Iveco                | 12:10:51             |                      | 1                  | Martin Macík František Tomášek David Švanda                 | Iveco                                                       | 17:24:29                                                    |                                                             |
| Étape 2  | 2                    | Aleš Loprais Darek Rodewald David Křípal                    | Iveco                | 12:20:34             | 00:09:43             | 2                  | Aleš Loprais Darek Rodewald David Křípal                    | Iveco                                                       | 17:33:23                                                    | 00:08:54                                                    |
| Étape 2  | 3                    | Vaidotas Žala Max Van Grol Paulo Fiúza                      | Iveco                | 12:29:43             | 00:18:52             | 3                  | Vaidotas Žala Max Van Grol Paulo Fiúza                      | Iveco                                                       | 18:03:19                                                    | 00:38:50                                                    |
|          |                      |                                                             |                      |                      |                      |                    |                                                             |                                                             |                                                             |                                                             |
| Étape 3  | 1                    | Aleš Loprais Darek Rodewald David Křípal                    | Iveco                | 03:36:21             |                      | 1                  | Martin Macík František Tomášek David Švanda                 | Iveco                                                       | 21:06:10                                                    |                                                             |
| Étape 3  | 2                    | Vaidotas Žala Max Van Grol Paulo Fiúza                      | Iveco                | 03:37:14             | 00:00:53             | 2                  | Aleš Loprais Darek Rodewald David Křípal                    | Iveco                                                       | 21:09:44                                                    | 00:03:34                                                    |
| Étape 3  | 3                    | Mitchel van den Brink Jarno van de Pol Moises Torrallardona | Iveco                | 03:38:28             | 00:02:07             | 3                  | Vaidotas Žala Max Van Grol Paulo Fiúza                      | Iveco                                                       | 21:40:33                                                    | 00:34:23                                                    |
|          |                      |                                                             |                      |                      |                      |                    |                                                             |                                                             |                                                             |                                                             |
| Étape 4  | 1                    | Martin Macík František Tomášek David Švanda                 | Iveco                | 05:02:46             |                      | 1                  | Martin Macík František Tomášek David Švanda                 | Iveco                                                       | 26:08:56                                                    |                                                             |
| Étape 4  | 2                    | Mitchel van den Brink Jarno van de Pol Moises Torrallardona | Iveco                | 05:06:24             | 00:03:38             | 2                  | Aleš Loprais Darek Rodewald David Křípal                    | Iveco                                                       | 26:54:50                                                    | 00:45:54                                                    |
| Étape 4  | 3                    | Kees Koolen Wouter de Graaff Daniel Kozlowsky               | Iveco                | 05:11:31             | 00:08:45             | 3                  | Vaidotas Žala Max Van Grol Paulo Fiúza                      | Iveco                                                       | 27:05:13                                                    | 00:56:17                                                    |
|          |                      |                                                             |                      |                      |                      |                    |                                                             |                                                             |                                                             |                                                             |
| Étape 5  | 1                    | Martin Macík František Tomášek David Švanda                 | Iveco                | 05:01:53             |                      | 1                  | Martin Macík František Tomášek David Švanda                 | Iveco                                                       | 31:10:49                                                    |                                                             |
| Étape 5  | 2                    | Kees Koolen Wouter de Graaff Daniel Kozlowsky               | Iveco                | 05:20:35             | 00:18:42             | 2                  | Mitchel van den Brink Jarno van de Pol Moises Torrallardona | Iveco                                                       | 33:07:22                                                    | 01:56:33                                                    |
| Étape 5  | 3                    | Mitchel van den Brink Jarno van de Pol Moises Torrallardona | Iveco                | 05:41:30             | 00:39:37             | 3                  | Aleš Loprais Darek Rodewald David Křípal                    | Iveco                                                       | 33:27:42                                                    | 02:16:53                                                    |
|          |                      |                                                             |                      |                      |                      |                    |                                                             |                                                             |                                                             |                                                             |
| Étape 6  | 1                    | Mitchel van den Brink Jarno van de Pol Moises Torrallardona | Iveco                | 05:17:19             |                      | 1                  | Martin Macík František Tomášek David Švanda                 | Iveco                                                       | 36:35:08                                                    |                                                             |
| Étape 6  | 2                    | Martin Macík František Tomášek David Švanda                 | Iveco                | 05:24:19             | 00:07:00             | 2                  | Mitchel van den Brink Jarno van de Pol Moises Torrallardona | Iveco                                                       | 38:24:41                                                    | 01:49:33                                                    |
| Étape 6  | 3                    | Martin Šoltys Vlastimil Miksch Tomáš Šikola                 | Tatra                | 05:41:30             | 00:39:37             | 3                  | Aleš Loprais Darek Rodewald David Křípal                    | Iveco                                                       | 39:16:21                                                    | 02:41:13                                                    |
|          |                      |                                                             |                      |                      |                      |                    |                                                             |                                                             |                                                             |                                                             |
| Étape 7  | 1                    | Aleš Loprais Darek Rodewald David Křípal                    | Iveco                | 04:33:31             |                      | 1                  | Martin Macík František Tomášek David Švanda                 | Iveco                                                       | 41:19:05                                                    |                                                             |
| Étape 7  | 2                    | Vaidotas Žala Max Van Grol Paulo Fiúza                      | Iveco                | 04:43:05             | 00:09:34             | 2                  | Mitchel van den Brink Jarno van de Pol Moises Torrallardona | Iveco                                                       | 43:27:07                                                    | 02:08:07                                                    |
| Étape 7  | 3                    | Martin Macík František Tomášek David Švanda                 | Iveco                | 04:43:57             | 00:10:26             | 3                  | Aleš Loprais Darek Rodewald David Křípal                    | Iveco                                                       | 43:49:52                                                    | 02:30:47                                                    |
|          |                      |                                                             |                      |                      |                      |                    |                                                             |                                                             |                                                             |                                                             |
| Étape 8  | 1                    | Martin Macík František Tomášek David Švanda                 | Iveco                | 05:26:52             |                      | 1                  | Martin Macík František Tomášek David Švanda                 | Iveco                                                       | 46:45:57                                                    |                                                             |
| Étape 8  | 2                    | Aleš Loprais Darek Rodewald David Křípal                    | Iveco                | 05:32:14             | 00:05:22             | 2                  | Mitchel van den Brink Jarno van de Pol Moises Torrallardona | Iveco                                                       | 49:15:41                                                    | 02:29:44                                                    |
| Étape 8  | 3                    | Vaidotas Žala Max Van Grol Paulo Fiúza                      | Iveco                | 05:33:17             | 00:06:25             | 3                  | Aleš Loprais Darek Rodewald David Křípal                    | Iveco                                                       | 49:22:06                                                    | 02:36:09                                                    |
|          |                      |                                                             |                      |                      |                      |                    |                                                             |                                                             |                                                             |                                                             |
| Étape 9  | 1                    | Aleš Loprais Darek Rodewald David Křípal                    | Iveco                | 03:20:51             |                      | 1                  | Martin Macík František Tomášek David Švanda                 | Iveco                                                       | 50:13:59                                                    |                                                             |
| Étape 9  | 2                    | Mitchel van den Brink Jarno van de Pol Moises Torrallardona | Iveco                | 03:22:20             | 00:01:29             | 2                  | Mitchel van den Brink Jarno van de Pol Moises Torrallardona | Iveco                                                       | 52:38:01                                                    | 02:24:02                                                    |
| Étape 9  | 3                    | Vaidotas Žala Max Van Grol Paulo Fiúza                      | Iveco                | 03:26:33             | 00:05:42             | 3                  | Aleš Loprais Darek Rodewald David Křípal                    | Iveco                                                       | 52:42:57                                                    | 02:28:58                                                    |
|          |                      |                                                             |                      |                      |                      |                    |                                                             |                                                             |                                                             |                                                             |
| Étape 10 | 1                    | Aleš Loprais Darek Rodewald David Křípal                    | Iveco                | 02:22:41             |                      | 1                  | Martin Macík František Tomášek David Švanda                 | Iveco                                                       | 52:39:23                                                    |                                                             |
| Étape 10 | 2                    | Mitchel van den Brink Jarno van de Pol Moises Torrallardona | Iveco                | 02:23:29             | 00:00:48             | 2                  | Mitchel van den Brink Jarno van de Pol Moises Torrallardona | Iveco                                                       | 55:01:30                                                    | 02:22:07                                                    |
| Étape 10 | 3                    | Martin Macík František Tomášek David Švanda                 | Iveco                | 02:25:04             | 00:02:23             | 3                  | Aleš Loprais Darek Rodewald David Křípal                    | Iveco                                                       | 55:05:38                                                    | 02:26:15                                                    |
|          |                      |                                                             |                      |                      |                      |                    |                                                             |                                                             |                                                             |                                                             |
| Étape 11 | 1                    | Martin Macík František Tomášek David Švanda                 | Iveco                | 04:55:14             |                      | 1                  | Martin Macík František Tomášek David Švanda                 | Iveco                                                       | 57:34:37                                                    |                                                             |
| Étape 11 | 2                    | Kees Koolen Wouter de Graaff Daniel Kozlowsky               | Iveco                | 04:55:21             | 00:00:07             | 2                  | Mitchel van den Brink Jarno van de Pol Moises Torrallardona | Iveco                                                       | 59:59:38                                                    | 02:25:01                                                    |
| Étape 11 | 3                    | Vaidotas Žala Max Van Grol Paulo Fiúza                      | Iveco                | 04:57:21             | 00:02:07             | 3                  | Aleš Loprais Darek Rodewald David Křípal                    | Iveco                                                       | 60:05:18                                                    | 02:30:41                                                    |
|          |                      |                                                             |                      |                      |                      |                    |                                                             |                                                             |                                                             |                                                             |
| Étape 12 | 1                    | Aleš Loprais Darek Rodewald David Křípal                    | Iveco                | 01:04:23             |                      | 1                  | Martin Macík František Tomášek David Švanda                 | Iveco                                                       | 58:42:58                                                    |                                                             |
| Étape 12 | 2                    | Mitchel van den Brink Jarno van de Pol Moises Torrallardona | Iveco                | 01:04:33             | 00:00:10             | 2                  | Mitchel van den Brink Jarno van de Pol Moises Torrallardona | Iveco                                                       | 61:04:11                                                    | 02:21:13                                                    |
| Étape 12 | 3                    | Vaidotas Žala Max Van Grol Paulo Fiúza                      | Iveco                | 01:06:42             | 00:02:19             | 3                  | Aleš Loprais Darek Rodewald David Křípal                    | Iveco                                                       | 61:09:41                                                    | 02:26:43                                                    |
|          |                      |                                                             |                      |                      |                      |                    |                                                             |                                                             |                                                             |                                                             |

## Classements finaux

### Motos
| Pos    | No. | Pilote               | Marque | Equipe                      | Classe   | Temps    | Écart    | Pénalité  |
| ------ | --- | -------------------- | ------ | --------------------------- | -------- | -------- | -------- | --------- |
| 1      | 4   | Daniel Sanders       | KTM    | Red Bull KTM Factory Racing | Rally GP | 53:08:52 |          | +00:01:00 |
| 2      | 68  | Tosha Schareina      | Honda  | Monster Energy Honda HRC    | Rally GP | 53:12:42 | 00:08:50 |           |
| 3      | 42  | Adrien van Beveren   | Honda  | Monster Energy Honda HRC    | Rally GP | 53:23:38 | 00:15:46 | +00:02:00 |
| 4      | 77  | Luciano Benavides    | KTM    | Red Bull KTM Factory Racing | Rally GP | 53:31:08 | 00:22:16 | +00:02:00 |
| 5      | 9   | Ricky Brabec         | Honda  | Monster Energy Honda HRC    | Rally GP | 53:38:42 | 00:29:50 |           |
| 6      | 10  | Skyler Howes         | Honda  | Monster Energy Honda HRC    | Rally GP | 53:51:36 | 00:42:44 |           |
| 7      | 11  | José Ignacio Cornejo | Hero   | Hero Motorsports Team Rally | Rally GP | 54:07:12 | 00:58:20 | +00:02:00 |
| 8      | 73  | Edgar Canet          | KTM    | Red Bull KTM Factory Racing | Rally 2  | 54:49:21 | 01:40:29 | +00:11:10 |
| 9      | 96  | Tobias Ebster        | KTM    | Bas World KTM Rally Team    | Rally 2  | 55:26:46 | 02:13:54 |           |
| 10     | 142 | Štefan Svitko        | KTM    | Slovnaft Rally Team         | Rally GP | 55:23:30 | 02:14:38 | +00:01:00 |
| Source |     |                      |        |                             |          |          |          |           |

### Autos
| Pos         | No. | Equipage                                    | Marque         | Equipe                      | Classe | Temps    | Écart    | Pénalité  |
| ----------- | --- | ------------------------------------------- | -------------- | --------------------------- | ------ | -------- | -------- | --------- |
| 1           | 201 | Yazeed Al-Rajhi Timo Gottschalk             | Toyota         | Overdrive Racing            | T1+    | 52:52:15 |          | +00:04:00 |
| 2           | 211 | Henk Lategan Brett Cummings                 | Toyota         | Toyota Gazoo Racing         | T1+    | 52:56:12 | +0:03:57 | +00:02:00 |
| 3           | 226 | Mattias Ekström Emil Bergkvist              | Ford           | Ford M-Sport                | T1+    | 53:12:36 | +0:20:21 | +00:01:00 |
| 4           | 200 | Nasser Al-Attiyah Édouard Boulanger         | Dacia          | The Dacia Sandriders        | T1+    | 53:16:13 | +0:23:58 | +00:17:00 |
| 5           | 228 | Mitchell Guthrie Kellon Walch               | Ford           | Ford M-Sport                | T1+    | 53:54:25 | +1:02:10 | +00:12:00 |
| 6           | 209 | Mathieu Serradori Loic Minaudier            | Century Racing | Century Racing Factory Team | T1+    | 54:04:19 | +1:12:04 | +00:04:50 |
| 7           | 216 | Juan Cruz Yacopini Daniel Oliveras Carreras | Toyota         | Overdrive Racing            | T1+    | 54:50:02 | +1:57:47 | +00:04:00 |
| 8           | 240 | João Ferreira Filipe Palmeiro               | Mini           | X-Raid (en)                 | T1+    | 55:08:12 | +2:15:57 | +00:08:00 |
| 9           | 204 | Seth Quintero Dennis Zenz                   | Toyota         | Toyota Gazoo Racing         | T1+    | 55:12:19 | +2:20:04 | +00:15:00 |
| 10          | 214 | Brian Baragwanath Leonard Cremer            | Century Racing | Century Racing Factory Team | T1+    | 55:51:41 | +2:59:26 | +00:11:00 |
| Sources : , |     |                                             |                |                             |        |          |          |           |

### Challenger (T3)
| Pos | No. | Equipage                                              | Marque | Equipe                           | Classe | Temps    | Écart    | Pénalité  |
| --- | --- | ----------------------------------------------------- | ------ | -------------------------------- | ------ | -------- | -------- | --------- |
| 1   | 301 | Nicolás Cavigliasso Valentina Pertegarini             | Taurus | Team BBR                         | T3.1   | 57:50:21 |          | +00:05:00 |
| 2   | 319 | Gonçalo Guerreiro Cadu Sachs                          | Taurus | RedBull Off-Road Team USA by BFG | T3.1   | 59:01:59 | 01:11:38 | +00:01:10 |
| 3   | 304 | Pau Navarro Ferrer Lisandro Ezequiel Sisterna Herrera | Taurus | Team BBR                         | T3.1   | 59:20:34 | 01:30:13 | +00:26:00 |
| 4   | 334 | Abdulaziz Al-Kuwari Nasser Al-Kuwari                  | Taurus | Nasser Racing                    | T3.1   | 61:32:03 | 03:41:42 | +00:30:00 |
| 5   | 349 | Adam Kus Dmytro Tsyro                                 | Taurus | Akpol Recykling                  | T3.1   | 64:57:02 | 07:06:41 | +00:34:30 |
| 6   | 346 | Jedidia Favre Antoine Lecourbe                        | MMP    | MMP                              | T3.1   | 66:09:43 | 08:19:22 | +00:41:40 |
| 7   | 331 | Romain Locmane Benjamin Boulloud                      | BRP    | Quad Bike Evasion                | T3.1   | 68:38:10 | 10:47:49 | +00:16:00 |
| 8   | 311 | Christophe Cresp Jean Brucy                           | MMP    | MMP                              | T3.1   | 70:30:38 | 12:40:17 | +00:33:50 |
| 9   | 353 | Lex Peters Mark Salomons                              | Arcane | Arcane Racing                    | T3.1   | 72:33:20 | 14:42:59 | +01:17:00 |
| 10  | 332 | Zachary Lumsden Shannon Moham                         | BRP    | Colorado Motorsport              | T3.1   | 72:36:16 | 14:45:55 | +00:18:00 |

### SSV (T4)
| Pos | No. | Equipage                                            | Marque  | Equipe                                     | Classe                  | Temps    | Écart    | Pénalité  |
| --- | --- | --------------------------------------------------- | ------- | ------------------------------------------ | ----------------------- | -------- | -------- | --------- |
| 1   | 425 | Brock Heger Max Eddy                                | Polaris | Sébastien Loeb Racing - RZR Factory Racing | T4 SSV de série modifié | 59:13:11 |          | +00:25:00 |
| 2   | 404 | Francisco López Contardo Juan Pablo Latrach Vinagre | BRP     | Can-Am Factory Team                        | SSV1                    | 61:19:15 | 02:06:04 | +00:19:55 |
| 3   | 412 | Alexandre Pinto Bernardo Oliveira                   | BRP     | Old Friends Rally Team                     | T4 SSV de série modifié | 62:50:22 | 03:37:11 | +00:30:30 |
| 4   | 403 | Jérôme de Sadeleer (en) Diego Ortega Gil            | BRP     | MMP                                        | T4 SSV de série modifié | 64:30:05 | 05:16:54 | +00:03:30 |
| 5   | 406 | Enrico Gaspari Fausto Mota                          | Polaris | TH-Trucks Team                             | T4 SSV de série modifié | 69:09:02 | 09:55:51 | +00:36:30 |
| 6   | 402 | Gerard Farrès Toni Vingut                           | BRP     | Pedregà Team                               | T4 SSV de série modifié | 70:36:04 | 11:22:53 | +00:07:20 |
| 7   | 418 | João Monteiro Nuno Morais                           | BRP     | South Racing Can-Am                        | SSV1                    | 71:41:41 | 12:28:30 | +00:04:10 |
| 8   | 430 | Roger Grouwels Rudolf Meijer                        | BRP     | Raceart                                    | T4 SSV de série modifié | 72:43:31 | 13:30:20 | +00:04:30 |
| 9   | 415 | Fidel Castillo Anuar Osman                          | BRP     | Bujarkay-Makharty Racing                   | T4 SSV de série modifié | 74:17:43 | 15:04:32 | +00:01:50 |
| 10  | 420 | Hunter Miller Andrew Short                          | BRP     | Can-Am Factory Team                        | SSV1                    | 74:27:50 | 15:14:39 | +00:30:00 |

### Camions
| Pos | No. | Equipage                                                    | Marque | Equipe                                    | Classe | Temps    | Écart    | Pénalité  |
| --- | --- | ----------------------------------------------------------- | ------ | ----------------------------------------- | ------ | -------- | -------- | --------- |
| 1   | 600 | Martin Macík František Tomášek David Švanda                 | Iveco  | MM Technology                             | T5.1   | 58:42:58 |          | +00:03:50 |
| 2   | 602 | Mitchel van den Brink Jarno van de Pol Moises Torrallardona | Iveco  | Eurol Rally Sport                         | T5.1   | 61:04:11 | 02:21:13 | +00:02:00 |
| 3   | 601 | Aleš Loprais Darek Rodewald David Křípal                    | Iveco  | Instatrade Loprais Team de Rooy FPT       | T5.1   | 61:09:41 | 02:26:43 |           |
| 4   | 603 | Kees Koolen Wouter de Graaff Daniel Kozlowsky               | Iveco  | MM Technology                             | T5.1   | 64:57:40 | 06:14:42 | +00:09:20 |
| 5   | 605 | Vaidotas Žala Max Van Grol Paulo Fiúza                      | Iveco  | Skuba Team de Rooy FPT                    | T5.1   | 66:00:22 | 07:17:24 | +00:02:10 |
| 6   | 606 | Martin van den Brink Bart van Heun Rijk Moow                | Iveco  | Eurol Rallysport                          | T5.1   | 66:33:41 | 07:50:43 | +00:17:00 |
| 7   | 610 | Richard de Groot Jan van der Vaet Jan Hulsebosch            | Iveco  | Firemen Dakar Team                        | T5.1   | 70:48:19 | 12:05:21 | +02:58:10 |
| 8   | 613 | Anja van Loon Ben van de Laar Jaromir Martinec              | Iveco  | Fried van de Laar Racing Team de Rooy FPT | T5.1   | 73:44:58 | 15:02:00 | +03:30:00 |
| 9   | 611 | Tomas Vratny Bartlomiej Boba Jan van de Laar                | Tatra  | Fesh Fesh Team                            | T5.1   | 82:24:22 | 23:41:24 | +02:45:00 |
| 10  | 616 | William de Groot Koen Hendriksbr Remon van der Steen        | Iveco  | De Groot Sport                            | T5.1   | 88:14:25 | 29:31:27 | +03:02:00 |